# Metropolia di Saranta Ekklesies

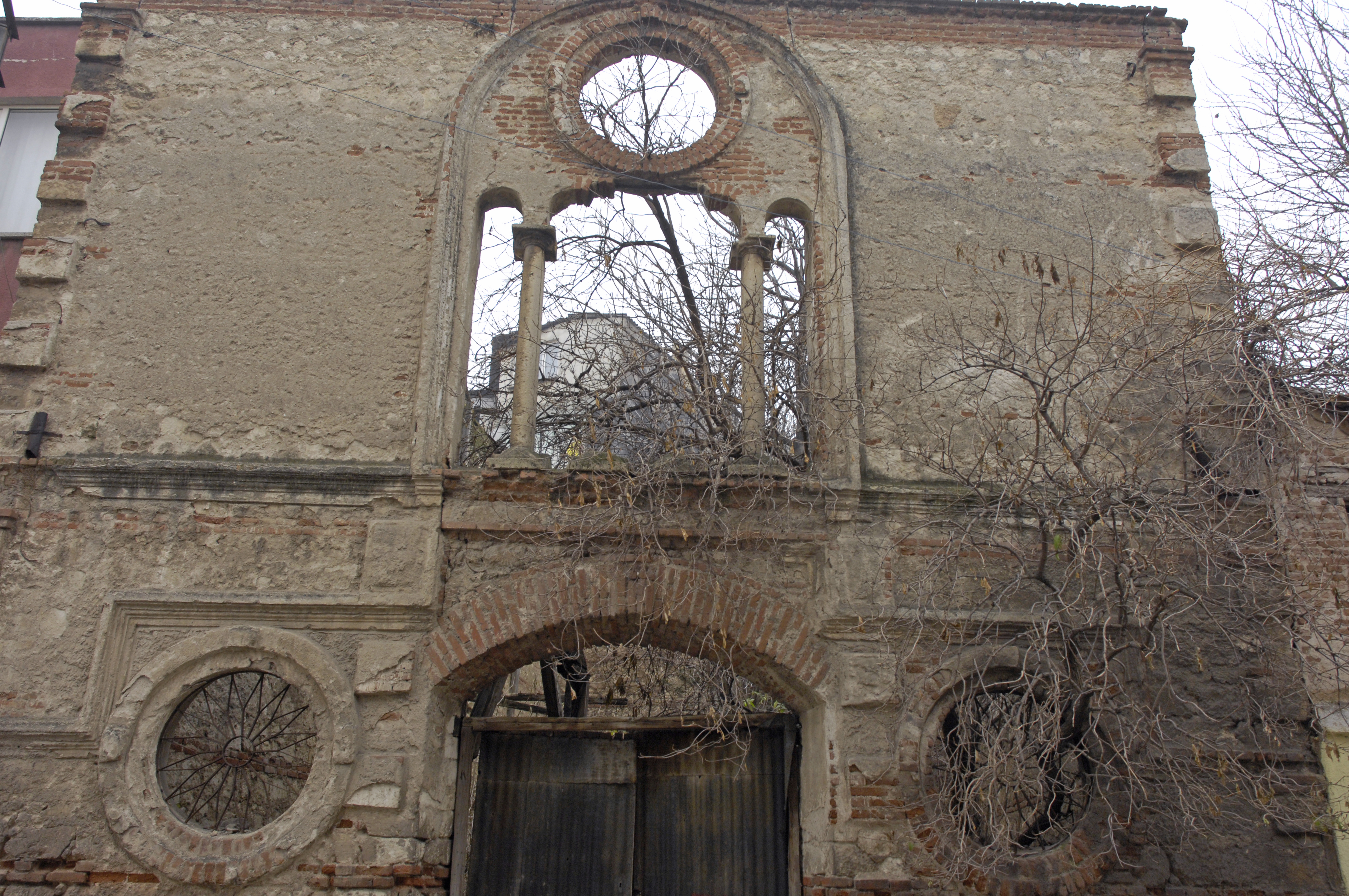
Resti di una chiesa di Kırklareli.

La metropolia di Saranta Ekklesies (in greco: Ιερά Μητρόπολης Σαράντα Εκκλησιών; Ierá Mitrópolīs Saránta Ekklisiṓv)  è una sede soppressa del patriarcato di Costantinopoli.

## Storia
Nel X secolo, nell'area dove ora sorge la metropolia, esisteva la diocesi di Scopelo (in turco: Yoğuntaş), suffraganea dell'arcidiocesi di Adrianopoli. Questa sede scomparve probabilmente quando la regione fu occupata dagli ottomani. Solo nel XV secolo è menzionata per la prima volta la città di Saranta Ekklesies (in greco: Σαράντα Εκκλησιές; in turco: Kırklareli).
La metropolia di Saranta Ekklesies è stata creata dal Santo Sinodo del patriarcato di Costantinopoli nel maggio 1906, con una porzione di territorio separata da quello della metropolia di Adrianopoli. Oltre alle Saranta Ekklesies, comprendeva gli insediamenti di Üsküp, Armağan, Koyunbaba, Kayalı, Yoğuntaş, Pınarhisar, Kaynarca, Yenice, Kurudere e Ataköy. Cattedrale metropolitana era la chiesa della Dormizione, costruita nel 1829.
L'esercito bulgaro occupò l'area nel marzo 1913 e la controllò fino al luglio dello stesso anno, quando fu riconquistata dagli ottomani. La zona fu occupata il 14 luglio 1920 dall'esercito greco e ufficialmente annessa al Regno di Grecia il 28 luglio 1920. Dopo la guerra greco-turca (1919-1922), a seguito del trattato di Losanna, per porre fine alla guerra greco-turca, nel 1923 fu attuato uno scambio di popolazioni tra Grecia e Turchia che portò alla totale estinzione della presenza cristiana ortodossa nel territorio della metropoli.
Il titolo di metropolita di Saranta Ekklesies è ancora assegnato, ma è un semplice titolo vescovile non residenziale.

## Cronotassi
- Antimo Anastasiadis † (3 maggio 1906 - 25 novembre 1910 eletto metropolita di Xanthi e Periteorio)
- Agatangelo Papanastasiadis † (25 novembre 1910 - 20 ottobre 1922 eletto metropolita di Edessa)
- Silas Koskinas † (15 ottobre 1996 - 12 dicembre 2000 deceduto)
- Andrea Sofianopoulos, dal 21 marzo 2021